# Blancaflor
Blancaflor es una leyenda del sur de la península ibérica sobre la hija pequeña del diablo similar en temática a la leyenda griega de Medea. En ocasiones, también se confunde erróneamente con el cuento de Blancanieves.

## Trama
Los reyes de un país muy lejano, desesperados por no poder tener hijos, rezan por tener descendencia (en algunas versiones, incluso llegan a hacer la promesa de entregárselo al diablo cuando cumpla veinte años si se les concede el favor).
Tienen a un hijo hermoso y generoso, pero le debe su alma con el diablo, bien sea por la promesa de sus padres, bien por resultar un jugador empedernido. El diablo promete restituirle su antigua vida si realiza tres encargos que le impondrá. Una anciana a la que ayuda de camino al castillo de Irás y no Volverás, donde habita el diablo, le da un truco para superar las tareas: antes de llegar al castillo hay un río donde se bañan las hijas del diablo. Debe esconder la ropa de la pequeña, de nombre Blancaflor, y no dársela hasta que le prometa ayudarlo.
Siguiendo las instrucciones de la anciana consigue la ayuda de Blancaflor tras prometerle matrimonio. Gracias a ella logra superar las tres tareas:
- Allanar una ladera, sembar trigo y hacer pan para el diablo en un solo día.
- Allanar una montaña, sembrar cepas y hacer vino.
- Recuperar un anillo perdido en el Estrecho de Gibraltar.

El diablo enfadado por su derrota y porque el muchacho vaya a desposar a su hija trata de matarlo, pero ambos huyen al país natal del príncipe. Una vez allí, el futuro monarca olvida todo lo ocurrido y se promete con otra. Blancaflor está a punto de suicidarse con una piedra de dolor y un cuchillo de amor, cuando el príncipe, que asiste al coloquio de Blancaflor con estos objetos empieza a recordar todo lo ocurrido y la detiene en el último momento para casarse con ella.

## Similitudes con Medea
Hay diferentes paralelismos con las historia de Jasón y el vellocino de oro. 
Por una parte, el nombre de la heroína. En algunas versiones del cuento, el nombre de la protagonista está relacionado con el Sol ("Marisoles", "Siete rayos de sol") al igual que Medea que es la nieta del Sol.
Por otra parte, hay un paralelismo en las historia: el héroe se compromete con la heroína para luego, al llegar a su reino, comprometerse con otra candidata más adecuada.
En el cuento, a diferencia de la narración mitológica, el príncipe acaba cumpliendo con su promesa.